# Cyathea gracilis
Cyathea gracilis là một loài thực vật có mạch trong họ Cyatheaceae. Loài này được Griseb. mô tả khoa học đầu tiên năm 1864.